# Absorbierende Menge
Eine absorbierende Menge bezeichnet in der Mathematik eine Teilmenge eines Vektorraumes, die anschaulich so mit Skalaren vergrößert werden kann, dass irgendwann jeder Punkt in ihr enthalten ist und dieser bei weiterer Vergrößerung die Menge auch nicht mehr verlässt.
Absorbierende Mengen treten beispielsweise im Kontext von lokalkonvexen Räumen und Minkowski-Funktionalen auf.

## Definition
Sei {\displaystyle V} ein {\displaystyle \mathbb {K} }-Vektorraum (meist {\displaystyle \mathbb {K} =\mathbb {R} } oder {\displaystyle \mathbb {K} =\mathbb {C} }) sowie {\displaystyle T\subset V}.
Dann heißt die Menge {\displaystyle T} absorbierend, wenn es zu jedem {\displaystyle x\in V} eine positive reelle Zahl {\displaystyle r>0} gibt, so dass
{\displaystyle \alpha x\in T}
für alle {\displaystyle \alpha } mit {\displaystyle |\alpha |<r}.
Äquivalent dazu ist die folgende Definition: für alle {\displaystyle x\in V} existiert ein reelles {\displaystyle r>0}, so dass
{\displaystyle x\in \alpha T}
für alle {\displaystyle \alpha } mit {\displaystyle |\alpha |>r}. Die Menge {\displaystyle T} wird also durch {\displaystyle \alpha } so vergrößert, bis sie jedes Element des Vektorraumes absorbiert.

## Bemerkung
Diese zweite Formulierung scheint auf den ersten Blick natürlicher.
Die erstgenannte Definition wird jedoch bevorzugt, da sie sich auf natürliche Weise auf die Definition einer beschränkten Menge eines topologischen Moduls übertragen lässt (nämlich eine Menge, die von jeder Nullumgebung absorbiert wird).
Wegen der möglichen Existenz von Nullteilern und der möglichen Nichtexistenz von beschränkten Nullumgebungen ist in diesem Fall eine Definition im Sinne der zweiten Formulierung nicht sinnvoll.

## Beispiel
In einem topologischen Vektorraum (z. B. in einem normierten Raum) ist jede Nullumgebung {\displaystyle U} absorbierend, denn ist {\displaystyle x} ein Vektor in {\displaystyle V}, so ist {\displaystyle \lim _{n\rightarrow \infty }{\tfrac {1}{n}}x=0}, d. h. {\displaystyle {\tfrac {1}{n}}x\in U} für hinreichend große {\displaystyle n}.

## Einfache Konsequenzen
Da {\displaystyle r} positiv gefordert wird, muss {\displaystyle T} den Nullvektor enthalten.
Des Weiteren ist für jede absorbierende Menge immer
{\displaystyle V=\bigcup _{r>0}rT}
und das Minkowski-Funktional
{\displaystyle x\mapsto \inf\{\lambda \mid \lambda \geq 0,x\in \lambda T\}}
ist endlich. Beide Eigenschaften werden teils auch zur Definition genutzt.